# Бессалов, Артём Леонидович
Артём Леони́дович Бесса́лов (укр. Артем Леонідович Бессалов; 1 апреля 1983, Антрацит, Ворошиловградская область, Украинская ССР, СССР) — украинский футболист, полузащитник.

## Биография
Воспитанник мариупольского спортинтерната, первый тренер — В. Каяк. После окончания спортинтерната по рекомендации детского тренера Анатолия Самгина отправился на просмотр в «Машиностроитель». Тренер дружковцев Виктор Пыщев разглядел в Бессалове потенциал, и клуб предложил ему трёхлетний контракт. Через год Артём покинул команду, перейдя в высшелиговый донецкий «Металлург». В этой команде Артём провёл дра сезона, лишь изредка попадая в заявки на матчи высшего дивизиона, но так ни разу и не вышел на поле. По собственным словам футболиста, пока во главе команды был Семён Альтман, молодёжь потихоньку подпускали к основе, но пришедший после него Александр Севидов делал ставку на опытных исполнителей и легионеров. После двух сезонов в дубле «Металлурга» Бессалов перешёл в днепродзержинскую «Сталь», в составе которой под руководством присоединившегося через год Севидова вышел в первую лигу. Далее у того же Севидова играл в «Гелиосе», а затем у Анатолия Бессмертного в черкасском «Днепре» вплоть до его расформирования.
Летом 2009 года состоялся первый приход Бессалова в «Николаев». В первом сезоне под руководством Михаила Калиты, а затем Вячеслава Мазарати Бессалов в составе «корабелов» до последнего тура претендовал на повышение в классе, но в итоге николаевцы остались во второй лиге ещё на один сезон, а сам Бессалов ушёл к Анатолию Бессмертному в «Полтаву». Весной 2013 года обратно в Николаев Бессалова позвал Руслан Забранский. Первое полугодие в новом-старом клубе для Бессалова было более чем успешным. По итогам весенней части сезона «Николаев» занял в турнирной таблице второе место, а сезон 2012/13 «корабелы» завершили шестыми, что стало лучшим результатом клуба за последние 10 лет. По окончании сезона Забранский покинул пост главного тренера, а возглавивший корабелов Олег Федорчук не нашёл места для Артёма в новой схеме игры своей команды.
Осенью 2016 года вновь пришедший в Николаев Забранский вернул в команду и Бессалова. Во время третьего прихода в этот клуб Артём в сезоне 2016/17 сыграл 90 минут в полуфинале Кубка Украины.